# Музей современного искусства (Виго)
Музей современного искусства в Виго (исп. Museo de Arte Contemporánea de Vigo, сокращенно Марко) — художественный музей в городе Виго, Испания. Он принимает у себя выставки современного искусства, но не имеет постоянной коллекции.
Здание было построено в XIX веке, первоначально функционировавшее в качестве государственной тюрьмы. 16 мая 1861 года было обнародовано решение строительства новой тюрьмы. Проект здания был разработан архитектором Хосе Марией Ортис-и- Санчесом. В сооружении, которое должно было стать обыкновенной тюрьмой, в конце концов разместился суд с судебными залами, тюрьмами и небольшими жилыми комнатами для охранников. Строительство было завершено в 1880 году.
Спустя столетие городской совет рассматривал проект сноса здания и создания сквера на его месте, но после сильного неприятия этого проекта архитекторами Альваро Сисой Виейрой и Хавьером Сайнсом де Оинсой, а также мадридским профессором истории Наваскесом Педро Паласио, от этой идеи отказались. 6 октября 1990 года Генеральная дирекция исторического наследия Галисийского регионального правительства объявила здание объектом культурного значения.
В 1995 году был утверждён новый проект с целью реконструкции здания и превращения его в музей современного искусства. Работа была поручена команде архитекторов, сформированных Сальвадором Фрагой Ривасом, Франсиско Хавьером Гарсия-Кихадой Ромеро и Мануэлем Портолесом Санхуаном. Стоимость реконструкции составила 2 млн евро, а музей был открыт в 2002 году под названием «MARCO».